# Leo Nucci
Leo Nucci (geboren te Castiglione dei Pepoli op 16 april 1942) is een Italiaans bariton. Hij is bekend als een belangrijk vertolker van het verisme en de werken van Giuseppe Verdi.
Al vanaf 1957 studeerde Nucci zang bij Mario Bigazzi, en in de eerste helft van de jaren 60 in Bologna bij Giuseppe Marchesi. Nadat hij in 1967 een zangwedstrijd won kreeg hij de rol van Figaro in Il barbiere di Siviglia van Gioacchino Rossini. Hij sloot zich vervolgens aan bij het koor van het Milanese Teatro alla Scala en studeerde bij maestro Ottoviano Bizzani. Nadat hij in 1973 het concours van Vercelli won debuteerde hij opnieuw als solist, nu in de titelrol van Verdi's Rigoletto. In de Scala kwam zijn grote doorbraak, waarna hij debuteerde bij een groot aantal belangrijke operagezelschappen, zoals in 1980 bij de Metropolitan Opera en de Wiener Staatsoper.
Nucci is getrouwd met sopraan Adriana Anelli, en zij hebben een dochter.